# Télescope Carlos-Sánchez
Pour les articles homonymes, voir Carlos Sánchez.
Le Télescope Carlos Sánchez (Telescopio Carlos Sánchez de son nom espagnol) est un télescope infrarouge situé à l'observatoire du Teide, sur l'île de Tenerife dans l'archipel des Canaries. Il a été construit en 1971 par le Royaume-Uni, puis transféré à l'Espagne en 1983, et a été utilisé pour un large éventail de programmes d'observation infrarouge, allant de la cartographie à grande échelle du centre galactique à la mesure des oscillations stellaires d'étoiles variables.
Il est dans une configuration de type Dall-Kirkham, équipé d'un miroir primaire de 1,52 mètre de diamètre, avec une monture équatoriale et un foyer Cassegrain de focale f/13,8. Il est situé à une altitude de 2 390 mètres au dessus du niveau de la mer et est exploité par l'Instituto de Astrofísica de Canarias.

## Nom
Le nom du télescope a été adopté en l'honneur du professeur Carlos Sánchez Magro, professeur d'astrophysique à l'Université de La Laguna. Le Dr Carlos Sánchez Magro était un membre éminent de l'Instituto de Astrofísica de Canarias depuis le début. Il est né à Valladolid, en 1944, et mort à Tenerife en 1985, seulement 6 jours après la solennelle cérémonie d'ouverture des installations et des observatoires de l'IAC. Il a été le moteur de l'astronomie infrarouge et de l'enseignement à l'Université de La Laguna. Il est aussi abrégé en TCS, pour Telescopio Carlos Sánchez et CST pour Carlos Sánchez Telescope. Ce télescope s'appelait à l'origine le Collecteur de Flux Infrarouge (Infrared Flux Collector, abrégé en IRFC) lorsqu'il a été achevé en 1972.

## Histoire
Le télescope Carlos Sánchez est situé dans l'observatoire du Teide de l'Instituto de Astrofísica de Canarias (IAC). Il possède un miroir primaire d'un diamètre de 1,52 mètre et est principalement réglé pour les observations nocturnes dans le domaine infrarouge. Sa conception et sa construction ont été dirigées par le professeur J. Ring en collaboration avec d'autres groupes du Royaume-Uni et de l'IAC. Il fut mis en service en 1971 et commença ses observations en 1972.
Il a été initialement conçu comme un collecteur de flux à faible coût pour l'astronomie infrarouge et c'était l'un des premiers télescopes à miroir fin. Après deux ans d'études pour choisir le meilleur endroit entre Tenerife, La Palma et la Sierra Nevada, il a finalement été installé à Tenerife. Le budget total du télescope n'était que d'environ 70 000 euros. Le télescope Carlos Sánchez était l'un des plus grands télescopes du monde principalement conçus pour l'astronomie infrarouge. En 1983, le propriétaire d'origine du télescope, le Science and Engineering Research Council, a transféré sa responsabilité à l'IAC et des améliorations, afin de maintenir le télescope dans un statut compétitif, ont été effectuées. Les actions menées à cet effet vont de la création de services techniques de maintenance pour les instruments, et l'embauche d'observateurs pour aider tout au long des observations, à l'automatisation du contrôle et de l'acquisition de données déplacé dans une salle attenante transformée en salle de contrôle, à l'installation d'instruments à usage commun et à l'amélioration et l'optimisation de la structure générale du télescope pour augmenter les fonctionnalités de précision du pointage et du suivi,.

## Configuration
L'observatoire du Teide est l'un des meilleurs sites d'observation astronomique au monde avec un taux de réussite météorologique typique d'environ 80 % et une taille de vision typique d'environ 0,8 seconde d'arc. Le télescope Carlos Sánchez a un miroir primaire d'un diamètre de 1,52 m concave elliptique et un miroir secondaire de 37,1 cm convexe sphérique, ce qui lui permet d'atteindre une résolution angulaire de 0,8 seconde d'arc. Le miroir principal du TCS est installé dans une monture équatoriale avec un foyer Cassegrain auquel sont fixés plusieurs instruments : CAIN et FastCam. Il dispose d'une distance focale de F13,8 dans une configuration de type Dall-Kirkham.

## Instrumentation

### MuSCAT2

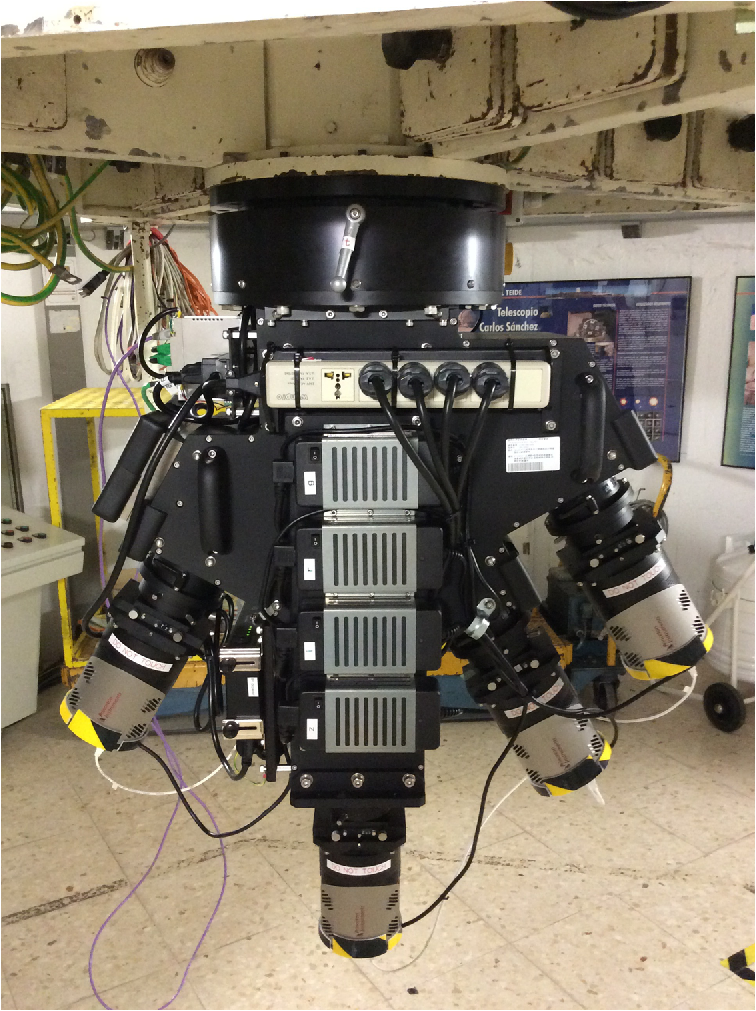
La caméra MuSCAT2 au foyer Cassegrain du télescope.

Le télescope Carlos Sánchez est actuellement (février 2023) équipé d'une caméra nommée MuSCAT2. La conception de cet instrument a commencé en 2017, avec une première version légère faite en août 2017. Les opérations scientifiques menées par MuSCAT2 ont commencé en janvier 2019. Cette dernière utilise une roue à filtres comprenant quatre couleurs optiques et infrarouges. L'instrument a une capacité d'imagerie simultanée en quatre couleurs dans les bandes G (de 400 à 550 nanomètres), la bande R (550 à 700 nanomètres), la bande I en proche infrarouge (de 700 à 820 nanomètres) et la bande Zs en infrarouge (de 820 à 920 nanomètres).
MuSCAT2 utilise quatre capteurs photographiques CCD de 1024  ×  1024  pixels, ayant un champ de vision de 7,4  ×  7,4  minutes d'arc avec une échelle de pixels de 0,44 seconde d'arc par pixel. L'objectif principal de MuSCAT2 est d'effectuer une photométrie lors de transits d'exoplanètes en plusieurs couleurs avec une haute précision. L'une des premières cibles de cet instrument fut la naine jaune nommée WASP-12 et sa planète WASP-12b. MuSCAT2 a commencé ses opérations scientifiques depuis janvier 2018, avec plus de 250 nuits d'observation disponibles par an. Elle est un outil de référence pour les observations de transits d'exoplanètes et elle contribue de manière substantielle au suivi des missions spatiales comme le Transiting Exoplanet Survey Satellite (abrégé en TESS) et le futur télescope spatial Planetary Transits and Oscillations of stars (PLATO).

#### Disposition optique

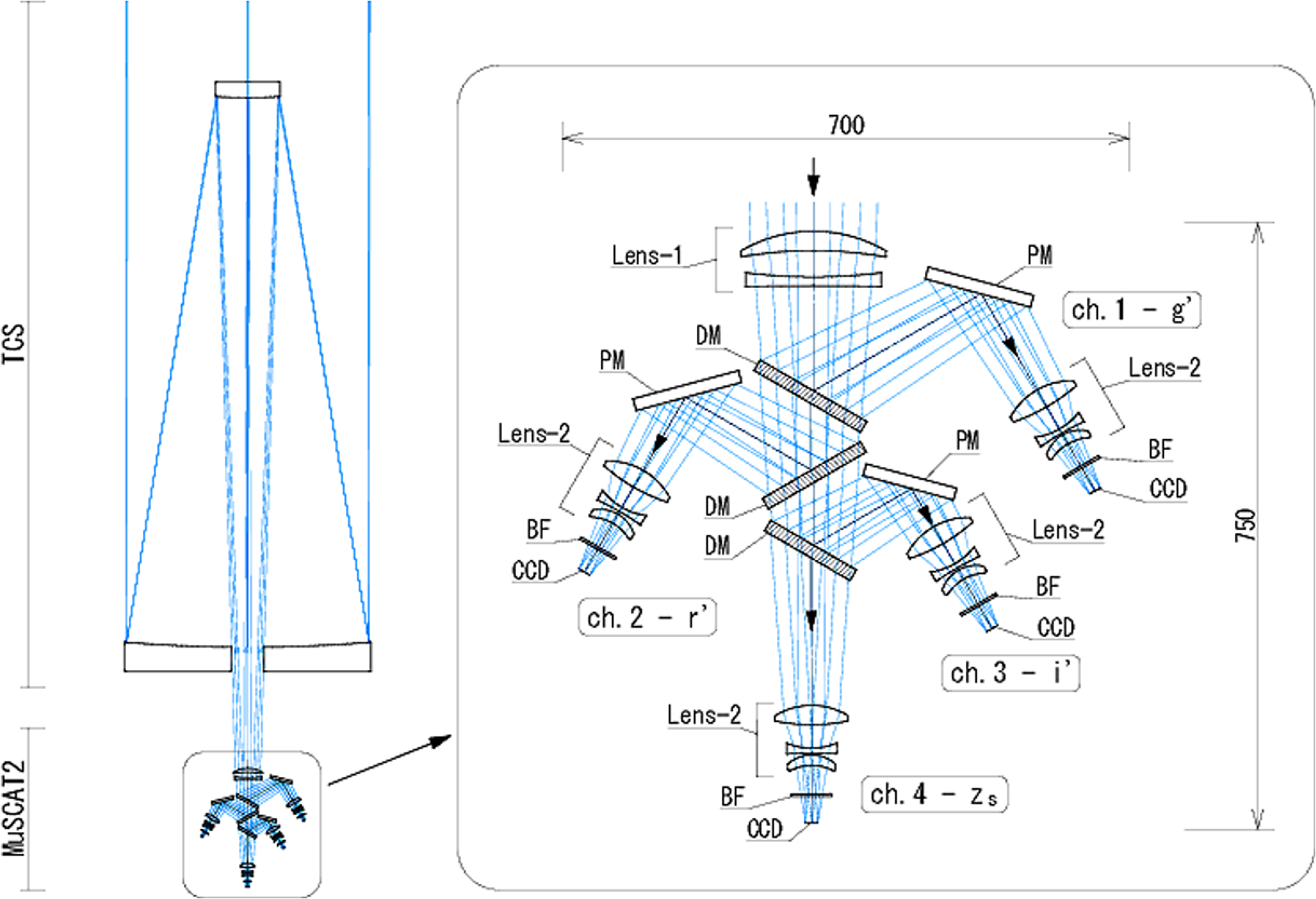
Schéma de la disposition optique de MuSCAT2.

La disposition optique de MuSCAT2 est installée au foyer Cassegrain du TCS. Le système optique de MuSCAT2 est composé de deux lentilles de conversion pour élargir le champ de vision et des miroirs dichroïques sont installés pour séparer la lumière en quatre bandes spectrales. Les lentilles de conversion sont placées avant et après les miroirs dichroïques, et jouent un rôle pour produire des images plus lumineuses et pour corriger l'aberration de coma hors axe caractéristique d'un télescope de type Dall-Kirkham. Le télescope est équipé d'un objectif qui corrige approximativement l'aberration de coma hors axe pour toutes les bandes et convertit d'une focale F13,8 à F8. L'objectif 2, qui n'est pas identique au premier mais optimisé pour chaque bande, corrige davantage l'aberration de coma de chaque bande et convertit la focale F8 pour une autre de F4,2. Toutes les lentilles sont recouvertes d'un revêtement antireflet.

#### Miroirs dichroïques

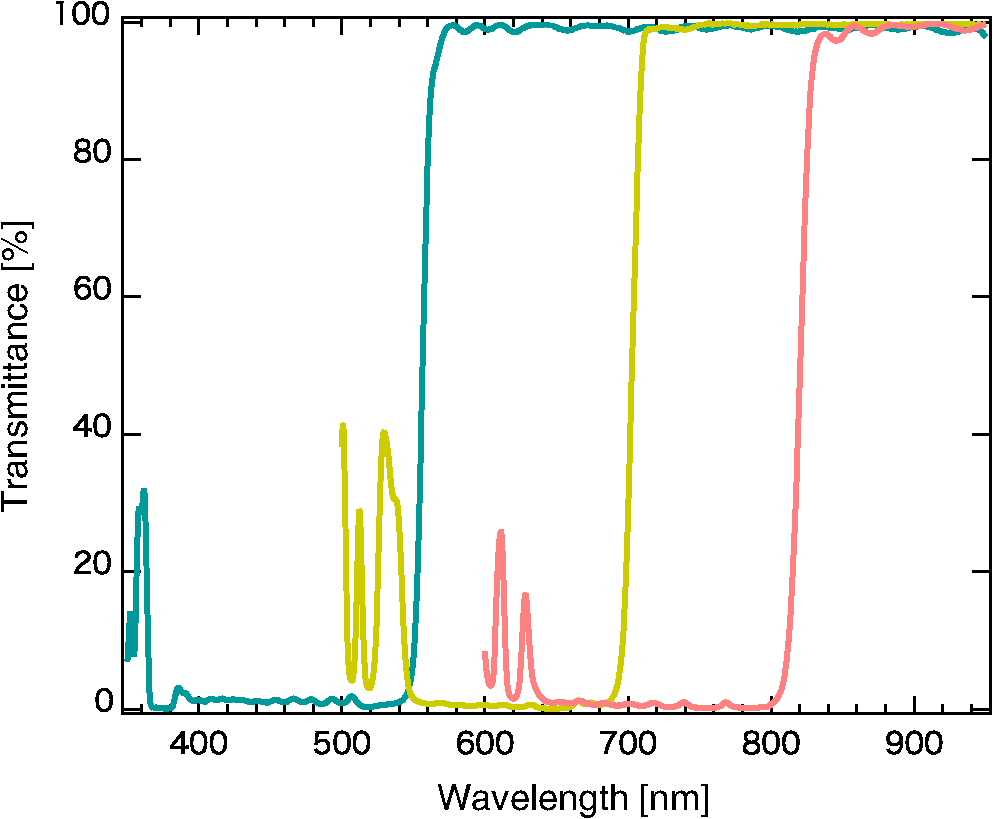
Transmittance des différents miroirs dichroïques.

Trois miroirs dichroïques sont installés au foyer optique pour séparer la lumière entrante en quatre canaux de longueur d'onde. Ils sont tous fabriqués par Asahi Spectra. Tous les miroirs sont insérés avec un angle d'incidence de 30 degrés à l'intérieur du dispositif et ils transmettent tous une petite part de longueurs d'onde dans le spectre électromagnétique. Les miroirs simples sont placés après les miroirs principaux pour optimiser la structure mécanique.
Ces miroirs permettent à l'instrument de choisir entre quatre filtres d'observation, G, I, R et Zs. Trois des quatre filtres sont les mêmes que ceux d'une autre caméra, la première MuSCAT, installée sur le télescope d'Okayama de 1,88 mètre. Malgré ce dispositif, une part de longueur d'onde non désirée pour l'observation est susceptible de passer au travers de miroirs dichroïques.

#### Capteurs photographiques CCD
Pour produire des images, MuSCAT2 utilise quatre capteurs photographiques CCD fabriqués par Princeton Instruments : tous les capteurs CCD ont une matrice de 1024  ×  1024 pixels et réunis, ils ont un champ de vue de  7,4  ×  7,4  minutes d'arc. Les quatre capteurs sont placés dans des tubes avec les miroirs dichroïques placés devant, donc chacun des quatre capteurs sert à observer l'une des quatre bandes photométriques utilisées par le télescope. Les capteurs sont nommés PIXIS. La qualité cosmétique du CCD est très élevée et a donc été choisie par l'IAC. Le seul problème récurrent rencontré avec le CCD est le fait qu'il doit être constamment refroidi pour limiter le bruit numérique lors de l'imagerie. La transmission totale de l'instrument MuSCAT2, y compris toutes les optiques et l'efficacité quantique des détecteurs, est estimée comme bonne pour les observations réalisées. Chaque caméra CCD est contrôlable indépendamment à partir d'un ordinateur, spécialement conçu pour l'exploitation de l'instrument, afin que les observateurs puissent définir soit des temps d'exposition différents individuellement, soit des temps d'exposition synchronisés selon les cas scientifiques. L'intervalle de temps typique entre deux expositions en raison de la lecture et de la création du fichier d'ajustement est de 1 à 4 secondes.

### Rotateur du foyer
Comme le télescope n'est pas équipé d'un rotateur d'instrument au foyer Cassegrain, il a été décidé d'installer un rotateur d'instrument sur mesure entre la bride du télescope et MuSCAT2. La raison pour laquelle le rotateur de l'instrument est fixé, c'est qu'il est important d'obtenir de bonnes étoiles de comparaison dans le champ de vision pour permettre une photométrie de transit de haute précision. La présence du rotateur de l'instrument permet d'obtenir une meilleure précision et plusieurs étoiles guides. Le rotateur a été conçu et fabriqué par une société à responsabilité limitée, CHUO-OPT, une société située au Japon. Le rotateur est contrôlable via un ordinateur basé sur Linux qui est connecté à MuSCAT2 (le PC contrôle également les caméras CCD). Alors que la résolution angulaire du rotateur est de 0,89 seconde d'arc, la précision absolue de pointage d'un certain angle de position est d'environ 0,1 degré, ce qui est limité par l'imprécision du remontage du rotateur sur le télescope (avec MuSCAT2 pour échanger des instruments) et celle de déterminer l'origine à l'aide d'un capteur photomicro. Le rotateur a une capacité de rotation de 90° mais seulement 45° sont utilisés pour des raisons de sécurité des instruments. Bien que le train d'engrenages n'ait pratiquement aucun jeu, il peut se déplacer un peu en fonction de la position du télescope en raison de la flexion mécanique, qui modifie la position des étoiles sur les détecteurs jusqu'à 1 seconde d'arc.

### FastCam
FastCam est une caméra développée par l'Instituto de Astrofísica de Canarias et l'Université Polytechnique de Cartagena dans le but d'obtenir des images à très haute résolution spatiale dans le spectre visible. FastCam est installé dans le foyer Cassegrain du télescope. L'instrument se compose d'un détecteur L3CCD Andor de 512 x 512 pixels à très faible niveau de bruit et à vitesse de lecture très rapide, avec plusieurs optiques interchangeables pour échantillonner la limite de diffraction, en bande infrarouge. Elle intègre un système de transmission et d'évaluation rapide des images utilisant un logiciel développé pour un traitement efficace de dizaines de milliers d'images. Elle était avant installée sur le Télescope William Herschel et le Gran Telescopio Canarias.